# Штанько, Степан Федотович

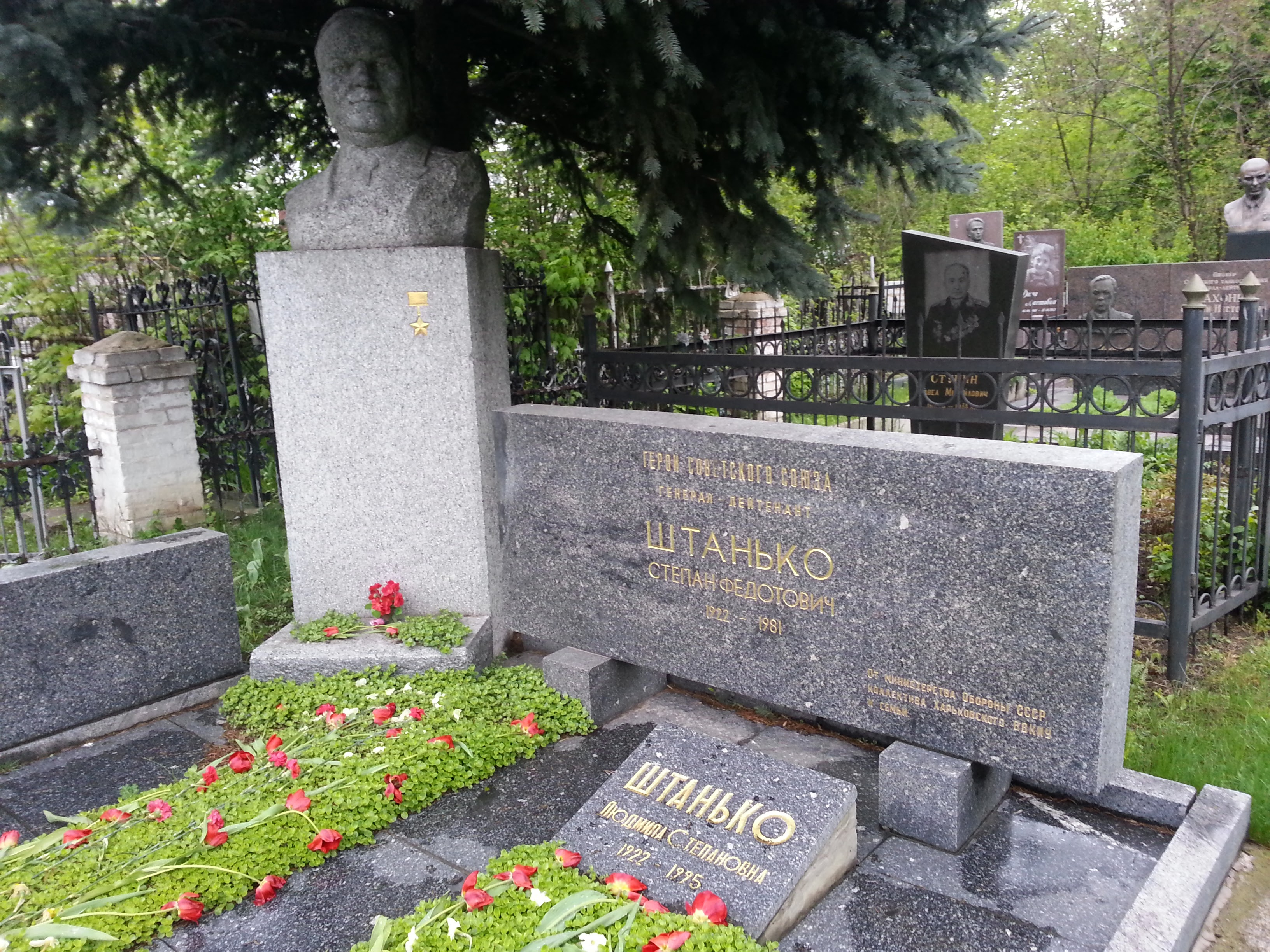
Надгробие на могиле Штанько С.Ф. кладбища №2 в Харькове.

Степан Федотович Штанько (28 февраля 1922, Лиман — 22 сентября 1981, Харьков) — Герой Советского Союза, генерал-лейтенант.

## Биография
Родился 28 февраля 1922 года в посёлке Лиман на Донбассе в семье шахтёра. Украинец.
Окончил 10 классов Ростовской специальной артиллерийской школы. 17-летним юношей вступил в ряды Красной Армии. Поступив в Ростовское артиллерийское училище, он окончил его в самый канун войны — 22 июня 1941 года.
С первых дней войны в должности командира взвода артиллерии 827-го стрелкового полка 197-й стрелковой дивизии 49-го стрелкового корпуса Юго-Западного фронта принимал участие в оборонительных боях в Западной и Правобережной Украине, в обороне Днепра. Был участником многих крупных сражений Великой Отечественной войны. В частности, в 1943 году в должности командира батареи он участвовал в боях по освобождению Кубани.
Командир батареи 98-го гвардейского артиллерийского полка (11-й гвардейский стрелковый корпус, Отдельная Приморская армия) гвардии старший лейтенант Степан Штанько отличился 3 ноября 1943 года при высадке десанта на Керченский полуостров в районе поселка Опасная (севернее города Керчь). Возглавляя артиллерийскую корректировочную группу и умело управляя огнём полка, обеспечил отражение ряда контратак противника, что сыграло большую роль в удержании и расширении плацдарма. Член ВКП(б) с 1943 года.
В одном из боёв, выполняя поставленную задачу, батарея С. Ф. Штанько сдерживала яростные контратаки немцев на одной из господствующих высот, которую впоследствии назовут «Высотой героев». Здесь он был тяжело ранен, но после госпиталя снова стал в строй. А далее были штурм Сапун-горы, преодоление вражеской обороны в Карпатах, освобождение Польши, Венгрии, Чехословакии.
После войны продолжал службу в армии. В 1951 году окончил Военную академию имени Ф. Э. Дзержинского, в 1958 году — Академию Генерального штаба имени К. Е. Ворошилова.
В 1962 году Степану Федотовичу было присвоено звание генерал-майора. 8 мая 1962 года он был назначен командиром 3-го учебного артиллерийского полигона, или объекта «Ангара» (будущий космодром «Плесецк»), сменив на этой должности генерал-майора Григорьева М. Г.. С 1963 года Штанько С. Ф. — командир отдельного ракетного корпуса.
В 1970 году Степан Федотович назначается начальником Харьковского высшего военного командно-инженерного училища. Это был период жесткой конфронтации Советского Союза и США, военного блока НАТО и Варшавского Договора. Ракетные войска стратегического назначения были главным аргументом в этой конфронтации с Западом. Понимая роль и значение высококвалифицированных военных кадров для укрепления боеспособности и повышения боевой готовности войск, новый начальник училища направил все усилия на дальнейшее повышение уровня подготовки молодых офицерских кадров.
На всю жизнь сберёг Степан Федотович любовь к поэзии и в свои почти 60 лет наизусть читал многие стихи. И всё пополнял и пополнял художественной литературой свою библиотеку. Без словаря читал произведения на английском языке, владел множеством народных и собственных афоризмов.
Умер 22 сентября 1981 года, похоронен в Харькове.

## Память
- Имя Героя носит улица в пгт Горняцкий, Ростовской области.
- Его имя носила пионерская дружина школы в этом же посёлке.

## Награды
- Указом Президиума Верховного Совета СССР от 16 мая 1944 года за образцовое выполнение боевых заданий командования на фронте борьбы с немецко-фашистскими захватчиками и проявленные при этом мужество и героизм, гвардии старшему лейтенанту Степану Федотовичу Штанько присвоено звание Героя Советского Союза с вручением ордена Ленина и медали «Золотая Звезда» (№ 2192).
- Награждён двумя орденами Красного Знамени, орденами Александра Невского, Отечественной войны I и II степени, Трудового Красного Знамени, двумя орденами Красной Звезды, орденом «За службу Родине в Вооружённых Силах СССР» III степени, многими медалями.